# فيليكس أرندت
فيليكس أرندت (بالإنجليزية: Felix Arndt)‏ هو عازف بيانو وملحن أمريكي، ولد في 20 مايو 1889 في نيويورك في الولايات المتحدة، وتوفي بنفس المكان في 16 أكتوبر 1918 بسبب الإنفلونزا الأسبانية وإنفلونزا.

## وصلات خارجية
- فيليكس أرندت على موقع IMDb (الإنجليزية)
- فيليكس أرندت على موقع ميوزك برينز (الإنجليزية)
- فيليكس أرندت على موقع ديسكوغز (الإنجليزية)